# Demonul nopții
Demonul nopții (1997, denumire originală The Night Flier) este un film de groază bazat pe povestirea cu același nume scrisă de Stephen King. A fost regizat de Mark Pavia și în rolurile principale interpretează actorii Miguel Ferrer și Julie Entwisle.

## Prezentare

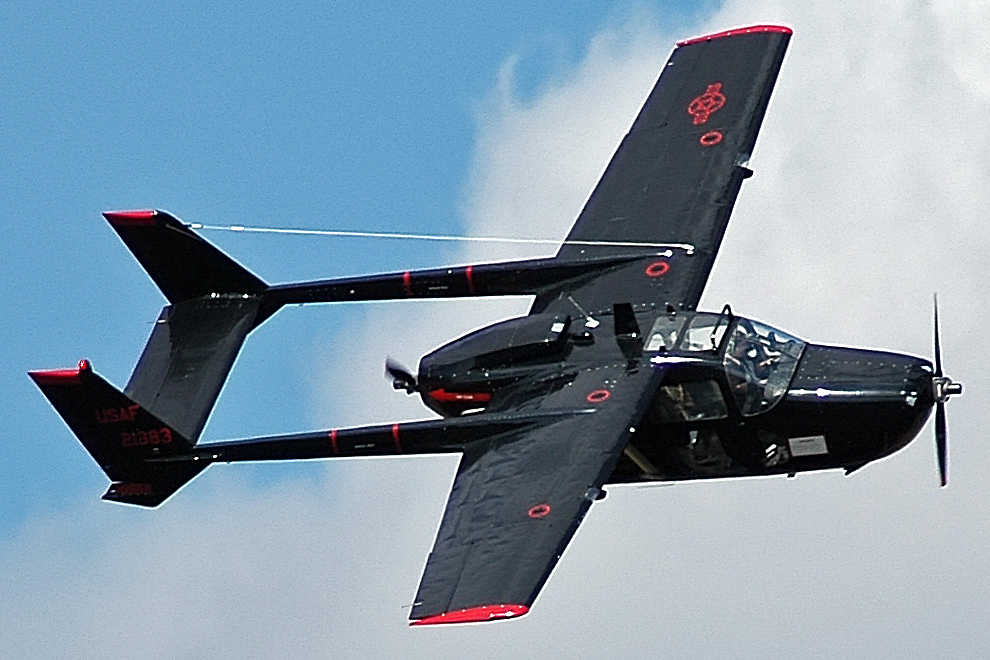
Criminalul pilotează un avion Sky Master negru

Filmul prezintă povestea reporterului Richard Dees de la revista Inside View în încercarea sa de a urmări și prinde un criminal care își ucide victimele într-un stil vampiristic, și care aparent zboară spre fiecare scenă a crimei cu avionul său personal, un Sky Master negru. Fără niciun motiv oarecare de fiecare dată când avionul stă într-un aeroport, sub el se găsește un fel de murdărie, pământ amestecat cu viermi. Scenariul culminează cu confruntarea lui Dees cu zburătorul nopții. Într-o toaletă a aeroportului, vampirul îl face pe Richard Dees să-și piardă mințile. Richard Dees ia un topor și începe să lovească cu el cadavrele. Poliția apare și-l arestează pe Richard Dees, toate dovezile indicându-l pe el ca fiind criminalul.
Povestirea originală este asemănătoare, singura diferență este introducerea unui nou personaj în film: Katherine Blair, o femeie reporter de la revista Inside View, care este rivala lui Dees în ceea ce privește scrierea articolului.

## Actori/Roluri
- Miguel Ferrer este Richard Dees
- Julie Entwisle este Katherine Blair
- Dan Monahan este Merton Morrison
- Michael H. Moss este Dwight Renfield
- John Bennes este Ezra Hannon
- Beverly Skinner este Selida McCamon
- Rob Wilds este Buck Kendall
- Richard K. Olsen este Claire Bowie
- Elizabeth McCormick este Ellen Sarch
- J.R. Rodriguez este Polițistul de la Terminal #1
- Robert Leon Casey este Polițistul de la Terminal #2
- Ashton Stewart este Nate Wilson
- William Neely este Ray Sarch
- Windy Wenderlich este Henry Gates
- General Fermon Judd Jr. este un Polițist

## Legături cu alte lucrări ale lui King
Demonul nopții conține multe referiri la mitologia Stephen King, cele mai multe dintre ele nefiind prezente în povestirea originală. În scena în care Katherine se uită la unele dintre articolele lui Richard din Inside View, vom vedea că cele mai multe titluri se referă la alte povestiri ale Stephen King. 'Springheel Jack Strikes Again!' se referă la Strawberry Spring, 'Headless Lamaze Leads To Successful Birth!' se referă la The Breathing Method, 'Kiddie Cultists in Kansas Worship Creepy Voodoo God!' se referă la Children of the Corn, 'Satanic Shopkeeper Sells Gory Goodies!' se referă la Needful Things, 'Naked Demons Levelled My Lawn!' se referă la The Lawnmower Man și 'The Ultimate Killer Diet! Gypsy Curse Flays Fat Lawyer's Flesh' se referă la Thinner. Filmul are, de asemenea, o scenă în care personajele vorbesc despre o profesoară care a ucis un grup de copii de cinci ani deoarece a crezut ca aceștia complotau împotriva ei, o trimitere la povestirea Suffer the Little Children, unde acest lucru se întâmplă.
Richard Dees, protagonistul din Demonul nopții, de asemenea, apare în romanul The Dead Zone, unde încearcă să ia un interviu bolnavului psihic Johnny Smith pentru aceași revistă Inside View. În postfața sa la Nightmares and Dreamscapes, Stephen King afirmă că el crede că vampirul din povestirea Popsy este același vampir care a apărut în The Night Flier.